# 突貫カメ君
「突貫カメ君」（Touché Turtle and Dum Dum 、とっかんカメくん）は、ハンナ・バーベラ・プロダクション の制作による、アメリカ合衆国のテレビアニメである。

## 概要
「突貫カメ君」（Touché Turtle and Dum Dum）は1962年に制作された。ドン・キホーテのように悪漢に対して突撃する正義の味方を自認するカメの突貫（Touché Turtle））とその良き相棒で時にその猪突猛進ぶりをいさめる現実主義者でもあるムク犬のダムダム（Dum Dum）によるギャグ活劇。事件発生の知らせが突貫の甲羅の中にある電話にかかって来てストーリーが始まる。リッピーとハーディー（Lippy the Lion & Hardy Har Har）、ワニのワリー（Wally Gator）と三本立てで放送された。

## 日本語版
- 突貫…海野かつを

- ダムダム…関敬六

日本では、1964年7月10日から同年9月25日まで日本テレビ系列の毎週金曜19:00 - 19:30に放送された『リッピィ・ハーディ珍道中』の中で放送、その後も東京12チャンネル（現：テレビ東京）で放映され、突貫が無鉄砲に突撃する時のかけ声「とっか〜ん、進め〜！」は流行語にもなった。また、ダムダムが突貫のまねをして「とっか〜ん、進め〜!」と突撃するも、必ず失敗するのがパターンだった（タイトルは巨大タコなどに立ち向かう突貫の勇姿。随所で"Touché away!"と英語のコールが入る）。